# Oliver Neuville
Oliver Neuville, född 1 maj 1973 i Locarno i Schweiz, är en före detta tysk fotbollsspelare (anfallare). Han spelade 69 landskamper och gjorde 10 mål i tyska landslaget 1998–2008, och vann VM-silver 2002, VM-brons på hemmaplan 2006 och EM-silver 2008.
Neuville föddes och växte upp i Schweiz. Proffskarriären fortsatte i Spanien med spel i CD Tenerife. Han kom till den tyska klubben Hansa Rostock och landslagsdebuterade för Tyskland 1998. Neuville spelade sedan i Bayer Leverkusen där han bland annat spelade final i Champions League 2002. 

## Meriter
- VM i fotboll: 2002, 2006
  - VM-silver
  - VM-brons 2006